# Самуеле Мулаттьєрі
Самуеле Мулаттьєрі (італ. Samuele Mulattieri, нар. 7 жовтня 2000, Спеція, Італія) — італійський футболіст, нападник клубу «Сассуоло».

## Ігрова кар'єра

### Клубна
Самуеле Мулаттьєрі народився у місті Спеція і є вихованцем місцевого однойменного клуба. 14 квітня 2018 року футболіст дебютував в першій команді «Спеції» в матчі Серії В. Провівши три гри в команді, в 2018 році Мулаттьєрі перейшов до міланського «Інтера», де два сезони грав в молодіжній команді.
У 2020 році нападника було переведено до першої команди «Інтера». Але в основі міланського клубу футболіст мав місця і для набору ігрової практики в жовтні 2020 року був направлений в оренду в нідерландський клуб «Волендам». Після того Мулаттьєрі ще по одному сезону відіграв в оренді в клубах італійської Серії В «Кротоне» та «Фрозіноне».
В липні 2023 року футболіст перейшов до «Сассуоло». 20 серпня 2023 року у матчі проти «Аталанти» Мулаттьєрі дебютував в Серії А. За результатами того сезону його «Сассуоло» вибув до Серії В.

### Збірна
7 вересня 2021 року Самуеле Мулаттьєрі зіграв першу гру в складі молодіжної збірної Італії.